# Donegal Bay
Koordinaten: 54° 32′ 0″ N, 8° 30′ 0″ W
Die Donegal Bay (irisch Bá Dhún na nGall) ist eine Bucht im Nordwesten Irlands. Drei Countys grenzen an die Bucht: Donegal im Norden, Leitrim und Sligo im Süden. Nach Westen hin öffnet sich die Bucht zum Atlantischen Ozean hin. Die Stadt Donegal und der River Eske liegen an der Innenseite der Bucht.
Die Donegal Bay ist Irlands größte Bucht. An ihr liegt mit Slieve League (601 m) die höchste Steilküste Ulsters (die sechsthöchste europaweit).
Die Bucht bietet ein exzellentes Surf-Revier, das seine Bedingungen aus einer Kombination ihrer Form und den vorherrschenden Winden gewinnt. Rossnowlagh und Bundoran sind die wichtigsten Orte für Surfer.

## Ortschaften an der Bucht

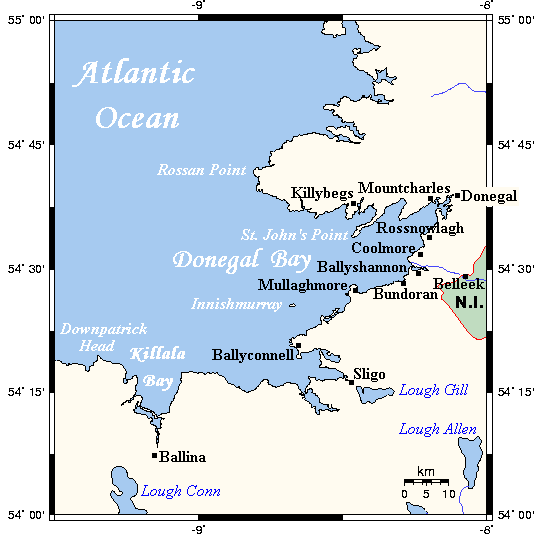
Donegal Bay an der Westküste Irlands

- Ballyshannon
- Bundoran
- Coolmore
- Donegal
- Killybegs
- Mountcharles
- Mullaghmore
- Rossnowlagh
- Tullaghan

## Flüsse, die in die Bucht münden
- River Drowes (zwischen Bundoran und Tullaghan)
- Erne (bei Ballyshannon)
- River Eske (bei Donegal)

## Inseln in der Bucht
- Isle of St Ernan
- Belle’s Isle
- Rotten Island